# 1353
Il 1353 (MCCCLIII in numeri romani) è un anno  del XIV secolo.

## Eventi
- San Gimignano viene sottomessa e integrata nel territorio fiorentino.
- Viene celebrata per la prima volta la Natività di Maria nella Chiesa di Santa Maria di Piedigrotta di Napoli.
- Compare la Sindone, il cavaliere francese Goffredo di Charny dichiara di possederla.

## Nati
- 15 luglio - Vladimiro il Temerario, principe russo († 1410)
- 'Abd ul-Qadir Marâghî, compositore, poeta e calligrafo persiano († 1435)
- Thomas Arundel, arcivescovo cattolico inglese († 1414)
- Guglielmo Veneziano, pittore italiano († 1382)
- Margherita I di Danimarca, regina († 1412)
- Marco Visconti di Parma († 1382)
- Helvis di Brunswick-Grubenhagen, principessa tedesca († 1422)

## Morti
- 2 febbraio - Anna di Baviera, sovrana tedesca (n. 1329)
- 16 febbraio - Bertoldo Orsini, di Napoleone, politico italiano
- 23 febbraio - Jean de Moulins, cardinale francese
- 27 aprile - Simeone di Russia, principe russo (n. 1316)
- 30 luglio - Matilda Bruce, principessa scozzese
- 10 settembre - Gilles Rigaud, cardinale francese
- 4 ottobre - Rodolfo II del Palatinato, conte tedesco (n. 1306)
- 12 novembre - Ferrantino Malatesta, condottiero italiano (n. 1258)
- Lorenzo Acciaiuoli, nobile e militare italiano (n. 1329)
- Guglielmo Capodiferro, vescovo cattolico italiano
- Manfredi II Chiaramonte, nobile, politico e militare italiano
- Duncan IV conte di Fife, nobile scozzese (n. 1289)
- Dieudonné de Gozon, francese
- Matteo Palizzi, nobile
- Stefano II Kotromanić, nobile bosniaco
- Teognoste il Greco, arcivescovo ortodosso e santo bizantino
- Ugolino II Trinci, nobile italiano
- Ugolino da Pietralunga, vescovo italiano
- Violante d'Aragona, principessa (n. 1310)
- Togha Temur, militare e politico mongolo

## Calendario
| Calendario 1353 | Calendario 1353 | Calendario 1353 | Calendario 1353 | Calendario 1353 | Calendario 1353 | Calendario 1353 | Calendario 1353 | Calendario 1353 | Calendario 1353 | Calendario 1353 | Calendario 1353 | Calendario 1353 | Calendario 1353 | Calendario 1353 | Calendario 1353 | Calendario 1353 | Calendario 1353 | Calendario 1353 | Calendario 1353 | Calendario 1353 | Calendario 1353 | Calendario 1353 | Calendario 1353 | Calendario 1353 | Calendario 1353 | Calendario 1353 | Calendario 1353 | Calendario 1353 | Calendario 1353 | Calendario 1353 | Calendario 1353 | Calendario 1353 |
| --------------- | --------------- | --------------- | --------------- | --------------- | --------------- | --------------- | --------------- | --------------- | --------------- | --------------- | --------------- | --------------- | --------------- | --------------- | --------------- | --------------- | --------------- | --------------- | --------------- | --------------- | --------------- | --------------- | --------------- | --------------- | --------------- | --------------- | --------------- | --------------- | --------------- | --------------- | --------------- | --------------- |
|                 | 1               | 2               | 3               | 4               | 5               | 6               | 7               | 8               | 9               | 10              | 11              | 12              | 13              | 14              | 15              | 16              | 17              | 18              | 19              | 20              | 21              | 22              | 23              | 24              | 25              | 26              | 27              | 28              | 29              | 30              | 31              |                 |
| Gennaio         | Ma              | Me              | Gi              | Ve              | Sa              | Do              | Lu              | Ma              | Me              | Gi              | Ve              | Sa              | Do              | Lu              | Ma              | Me              | Gi              | Ve              | Sa              | Do              | Lu              | Ma              | Me              | Gi              | Ve              | Sa              | Do              | Lu              | Ma              | Me              | Gi              |                 |
| Febbraio        | Ve              | Sa              | Do              | Lu              | Ma              | Me              | Gi              | Ve              | Sa              | Do              | Lu              | Ma              | Me              | Gi              | Ve              | Sa              | Do              | Lu              | Ma              | Me              | Gi              | Ve              | Sa              | Do              | Lu              | Ma              | Me              | Gi              |                 |                 |                 |                 |
| Marzo           | Ve              | Sa              | Do              | Lu              | Ma              | Me              | Gi              | Ve              | Sa              | Do              | Lu              | Ma              | Me              | Gi              | Ve              | Sa              | Do              | Lu              | Ma              | Me              | Gi              | Ve              | Sa              | Do              | Lu              | Ma              | Me              | Gi              | Ve              | Sa              | Do              |                 |
| Aprile          | Lu              | Ma              | Me              | Gi              | Ve              | Sa              | Do              | Lu              | Ma              | Me              | Gi              | Ve              | Sa              | Do              | Lu              | Ma              | Me              | Gi              | Ve              | Sa              | Do              | Lu              | Ma              | Me              | Gi              | Ve              | Sa              | Do              | Lu              | Ma              |                 |                 |
| Maggio          | Me              | Gi              | Ve              | Sa              | Do              | Lu              | Ma              | Me              | Gi              | Ve              | Sa              | Do              | Lu              | Ma              | Me              | Gi              | Ve              | Sa              | Do              | Lu              | Ma              | Me              | Gi              | Ve              | Sa              | Do              | Lu              | Ma              | Me              | Gi              | Ve              |                 |
| Giugno          | Sa              | Do              | Lu              | Ma              | Me              | Gi              | Ve              | Sa              | Do              | Lu              | Ma              | Me              | Gi              | Ve              | Sa              | Do              | Lu              | Ma              | Me              | Gi              | Ve              | Sa              | Do              | Lu              | Ma              | Me              | Gi              | Ve              | Sa              | Do              |                 |                 |
| Luglio          | Lu              | Ma              | Me              | Gi              | Ve              | Sa              | Do              | Lu              | Ma              | Me              | Gi              | Ve              | Sa              | Do              | Lu              | Ma              | Me              | Gi              | Ve              | Sa              | Do              | Lu              | Ma              | Me              | Gi              | Ve              | Sa              | Do              | Lu              | Ma              | Me              |                 |
| Agosto          | Gi              | Ve              | Sa              | Do              | Lu              | Ma              | Me              | Gi              | Ve              | Sa              | Do              | Lu              | Ma              | Me              | Gi              | Ve              | Sa              | Do              | Lu              | Ma              | Me              | Gi              | Ve              | Sa              | Do              | Lu              | Ma              | Me              | Gi              | Ve              | Sa              |                 |
| Settembre       | Do              | Lu              | Ma              | Me              | Gi              | Ve              | Sa              | Do              | Lu              | Ma              | Me              | Gi              | Ve              | Sa              | Do              | Lu              | Ma              | Me              | Gi              | Ve              | Sa              | Do              | Lu              | Ma              | Me              | Gi              | Ve              | Sa              | Do              | Lu              |                 |                 |
| Ottobre         | Ma              | Me              | Gi              | Ve              | Sa              | Do              | Lu              | Ma              | Me              | Gi              | Ve              | Sa              | Do              | Lu              | Ma              | Me              | Gi              | Ve              | Sa              | Do              | Lu              | Ma              | Me              | Gi              | Ve              | Sa              | Do              | Lu              | Ma              | Me              | Gi              |                 |
| Novembre        | Ve              | Sa              | Do              | Lu              | Ma              | Me              | Gi              | Ve              | Sa              | Do              | Lu              | Ma              | Me              | Gi              | Ve              | Sa              | Do              | Lu              | Ma              | Me              | Gi              | Ve              | Sa              | Do              | Lu              | Ma              | Me              | Gi              | Ve              | Sa              |                 |                 |
| Dicembre        | Do              | Lu              | Ma              | Me              | Gi              | Ve              | Sa              | Do              | Lu              | Ma              | Me              | Gi              | Ve              | Sa              | Do              | Lu              | Ma              | Me              | Gi              | Ve              | Sa              | Do              | Lu              | Ma              | Me              | Gi              | Ve              | Sa              | Do              | Lu              | Ma              |                 |